# Jointure synoviale
Une jointure synoviale (aussi appelée articulation synoviale, diarthrose, abarthrose, aparthrose, articulation diarthrodiale, articulation vraie) est une articulation mobile. Il s'agit du type d'articulation la plus courante et la plus mobile dans le corps d'un mammifère. Elle relie deux os en les séparant par une cavité synoviale et en les maintenant par des ligaments.
Le terme diarthrose désigne une articulation de grande mobilité pas nécessairement synoviale. Chez l'humain, toutes les diarthroses sont des jointures synoviales.

## Structure
Une jointure synoviale est constituée des éléments suivants :
- une cavité articulaire ;
- une capsule articulaire ;
- des cartilages articulaires.

Elle peut également intégrer dans certains cas :
- un disque articulaire ;
- des coussinets adipeux ;
- des tendons ;
- des bourses synoviales.

### Cavité articulaire
La cavité articulaire est l'espace séparant les surfaces articulaires des os. Elle est remplie de liquide synovial. Le liquide synovial lubrifie, absorbe des chocs et nourrit l'articulation.

### Capsule articulaire
La capsule articulaire relie les os entre-eux formant la cavité articulaire. Elle est en continuité avec le périoste des os et entoure les surfaces articulaires des os.
Elle se compose de deux couches :
- une membrane fibreuse externe qui peut contenir des ligaments ;
- une membrane synoviale interne qui sécrète le liquide synovial lubrifiant, absorbant les chocs et nourrissant l'articulation ;

### Cartilages articulaires
Un cartilage articulaire recouvre les extrémités articulaires des os de l'articulation. C'est un cartilage hyalin formant une surface lisse et glissante qui ne les lie pas les os entre eux. Il absorbe les chocs et réduit la friction pendant le mouvement.

### Disque articulaire
Un ou des disques articulaires peuvent s'interposer entre les éléments osseux afin d'améliorer la congruence entre les surfaces articulaires. Ils sont constitués de fibrocartilage. Ils sont adhérents à leur périphérie à la face profonde de la capsule articulaire. S'ils sont incomplets, on les nomme ménisques articulaires.
Pour l'espèce humaine, les articulations sterno-claviculaire, temporo-mandibulaire, acromio-claviculaire et radio-ulnaire distale possèdent un disque articulaire et l'articulation fémoro-tibiale possède deux ménisques articulaires.

### Coussinet adipeux
Un ou des coussinets adipeux, constitués de tissu adipeux peuvent être présents pour protèger le cartilage articulaire. C'est le cas de l'articulation au niveau de l'articulation fémoro-patellaire, entre la face postérieure de la patella et la surface patellaire du fémur.

### Bourses synoviales
Des bourses synoviales peuvent également contribuer à atténuer les frictions lors le la mobilisation de l'articulation. Ce sont des structures en forme de sacs remplies d'un liquide similaire au liquide synovial. Elles peuvent être situées entre des tendons et l'os, entre des masses musculaires ou entre des ligaments ou des tendons. On en trouve au niveau de l'articulation gléno-humérale ou du genou.

### Ligaments et tendons
En dehors de la capsule articulaire, l'articulation peut être consolidée par des systèmes tendineux et ligamentaire. Ils peuvent être intracapsulaires, capsulaires ou extracapsulaires.

## Classification des jointures synoviales

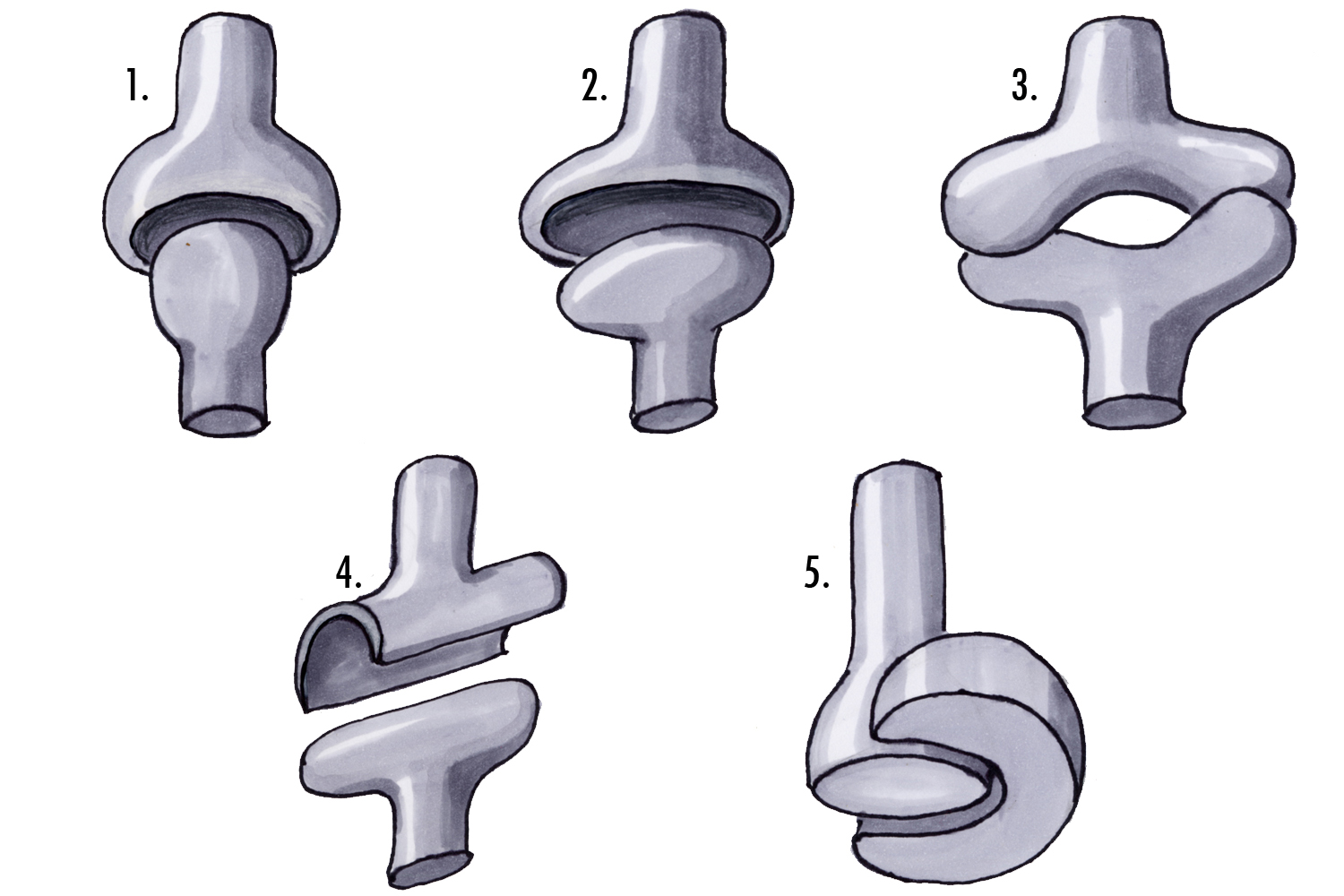
Types de jointures synoviales : 1. Articulation cotyloïde
2. Articulation ellipsoïde
3. Articulation en selle
4. Ginglyme
5.Articulation trochoïde

Les diarthroses sont classées en fonction du nombre d'os constituant l'articulation, du nombre d'axes directeurs (degrés de liberté) qu'elles possèdent et en fonction de la forme de leurs surfaces articulaires.
On parle d'articulation simple lorsqu'il n'y a que deux os qui interviennent dans l'articulation et d'articulation composée lorsque l'articulation est composée de plus de deux os.
| Nom                      | Nom                     | Description | Axe directeur | Degré de liberté | Type de mouvement                                     | Exemples |
| ------------------------ | ----------------------- | --- | ------------- | ---------------- | ----------------------------------------------------- | --- |
|                          | Articulation plane      | Ces articulations ne permettent que des mouvements de glissement ou de coulissement. Leurs surfaces articulaires sont planes. Elles ont des amplitudes de mouvements faibles.                                  | Aucun         | ∞                | Glissement                                            | Articulation acromio-claviculaire, articulation sacro-iliaque                                                       |
| Articulation cylindrique | Ginglyme                | Ces joints agissent comme une charnière de porte, permettant la flexion et l'extension dans un seul plan. Une des surfaces articulaires est en forme de poulie (trochlée).                                     | 1             | 1                | Flexion / extension                                   | Articulation huméro-ulnaire                                                                                         |
| Articulation cylindrique | Articulation trochoïde  | Un os tourne autour d'un autre. Les surfaces articulaires sont cylindriques. | 1             | 1                | Rotation                                              | Articulation atlanto-axoïdienne médiane, articulation radio-ulnaire proximale et articulation radio-ulnaire distale |
|                          | Articulation ellipsoïde | Les surfaces articulaires sont de segments d'ovoïde. | 2             | 2                | Flexion / extension et mouvement latéral              | Articulation radio-carpienne                                                                                        |
|                          | Articulations de selle  | Les articulations en selle, où les deux surfaces sont de forme réciproquement concave/convexe, qui ressemblent à une selle, permettent les mêmes mouvements que les articulations ellipsoïdes mais plus ample. | 2             | 2                | Flexion / extension et mouvement latéral              | Articulation carpo-métacarpienne du pouce, articulation sterno-claviculaire                                         |
|                          | Articulation cotyloïde  | Les surfaces articulaires sont sphériques. Elle permettent tous les mouvements sauf le glissement. | 3             | 3                | Flexion / extension, rotation, adduction / abduction. | Articulation gléno-humérale,articulation coxale.                                                                    |

## Aspect clinique
L'espace articulaire est égal à la distance entre les os impliqués de l'articulation. Un rétrécissement de l'espace articulaire est un signe d'arthrose et de dégénérescence inflammatoire. Le pincement de l'interligne articulaire est un critère pour la classification radiographique de l'arthrose.
L'espace articulaire normal est :
- d'au moins 2 mm pour l'articulation coxale (au niveau de l'acétabulum supérieur)[2] ;
- au moins 3 mm pour l'articulation fémoro-tibiale[3] ;
- 4–5 mm pour l'articulation gléno-humérale[4] ;
- 1,5 à 4 mm pour l'articulation temporo-mandibulairel[5].